# Capelle aan den IJssel
Capelle aan den IJssel – miasto i gmina w Holandii, w prowincji Holandia Południowa. Miasto położone jest w zespole miejskim Rotterdamu, przy ujściu rzeki Hollandse IJssel do Nowej Mozy. Jego liczba ludności wynosi 66 024.
Do miasta dociera jedna z linii metra w Rotterdamie, w obrębie miejscowości znajduje się także przystanek kolejowy Capelle Schollevaar, a w bezpośrednim pobliżu biegną autostrady A16 i A20.